# Деллера, Франческа
Франческа Деллера (итал. Francesca Dellera, род. 2 октября, 1965, Рим) — итальянская актриса и модель  еврейского  происхождения.

## Биография
Родилась 2 октября 1965 года в еврейской семье в Италии.
Детство и юность провела в Латинской Америке. В 1984 году вернулась в Италию. Была моделью, работала с фотографами мирового уровня — Хельмутом Ньютоном, Домиником Айссерманом, Грегом Горманом, Майклом Комте.
Дебют в кино — фильм «Универмаг / Grandi magazzini» (девушка в красном, 1986). Прославилась работой в эротическом фильме режиссёра Тинто Брасса «Любовь и страсть» (Розальба Моникони, 1987). Исполнила роль Франчески в фильме выдающегося итальянского режиссёра Марко Феррери «Плоть» (1991). Снималась во Франции. С успехом играла в телесериалах.

## Фильмография
- Grandi magazzini (1986)
- Любовь и страсть (1987)
- Roba da ricchi (1987)
- La romana (1988) (TV)
- La bugiarda (1989) (TV)
- Isabella la ladra (1989)
- Плоть (1991)
- L’orso di peluche (1994)
- Nanà (1999) (TV)
- La contessa di Castiglione (2006) (TV)